# Cactus d'Or

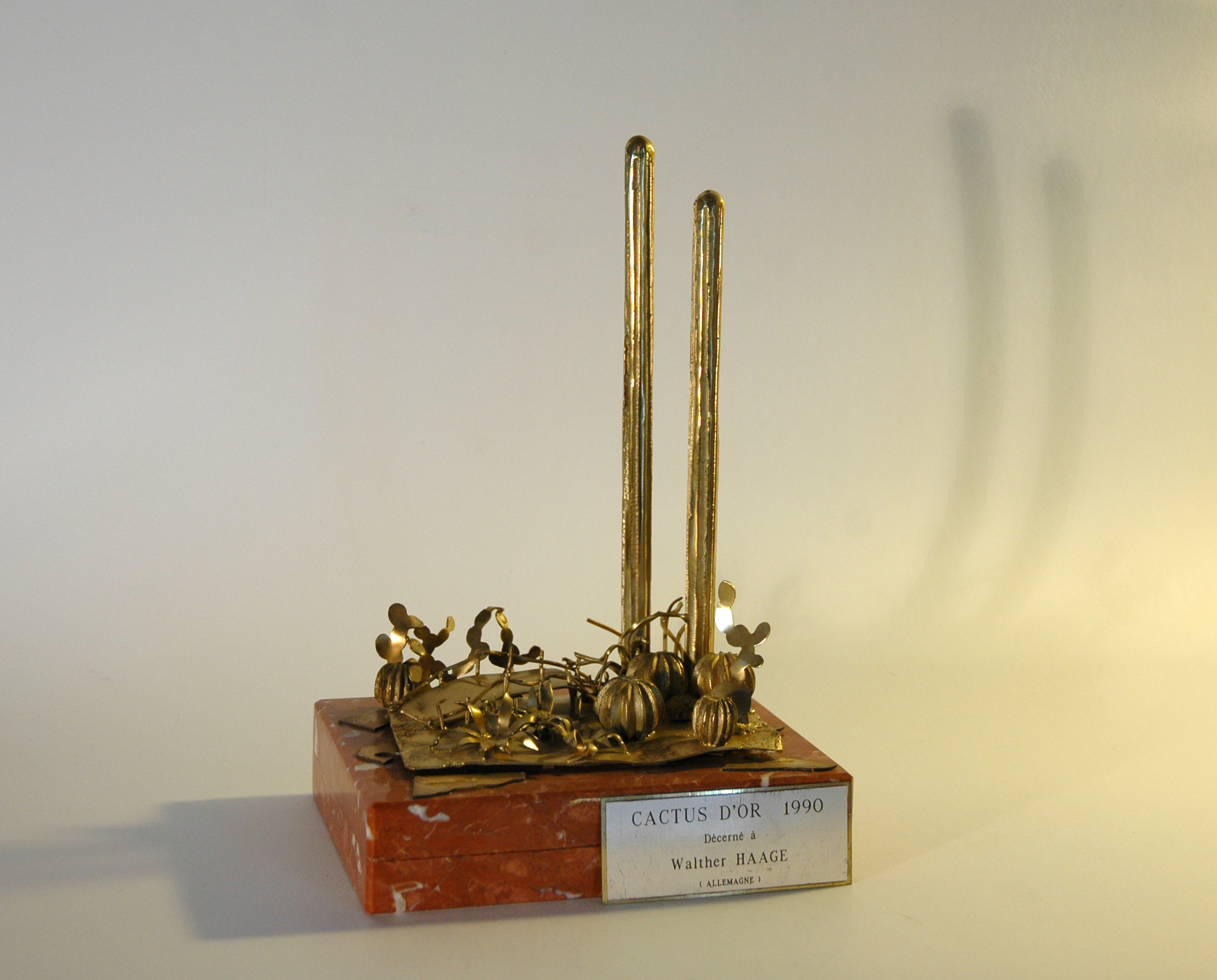
Premio de 1990.

El Cactus d'Or se concede cada dos años, desde 1978, por la Organización Internacional para las Suculentas (IOS); y está patrocinado por el Principado de Mónaco.

## Ganadores
- 1978: Werner Rauh
- 1980: Helia Bravo Hollis
- 1982: Gordon Douglas Rowley
- 1984: Lyman David Benson
- 1986: -
- 1988: Larry Charles Leach
- 1990: Walther Haage
- 1992: George Edmund Lindsay
- 1994: Hans-Dieter Ihlenfeldt
- 1996: Susan Carter Holmes
- 1998: Edward Frederick Anderson
- 2000: Dieter Supthut
- 2002: Wilhelm Barthlott
- 2004: Gideon Francois Smith
- 2006: David Richard Hunt
- 2008: Leonard Eric Newton
- 2014: Urs Eggli[1]